# رؤية بارني (رواية)
رؤية بارني (بالإنجليزية: Barney's Version)‏ هي رواية للكاتب الكندي مردخاي ريشلر، نشرت عام 1997، لأول مرة عن دار نشر كنوبف كندا.

## روابط خارجية
- رؤية بارني على موقع الموسوعة البريطانية (الإنجليزية)